# مونتي هودجز
مونتي هودجز (بالإنجليزية: Monte Hodges)‏ هو محامي وسياسي أمريكي، ولد في 1 نوفمبر 1971 في بليثفيل في الولايات المتحدة. حزبياً، نشط في الحزب الديمقراطي. وقد انتخب عضو مجلس نواب أركنساس.